# Норский заповедник
Норский заповедник — природный заповедник на Дальнем Востоке России.
Создан в 1998 году. Заповедник расположен в междуречье рек Селемджа и Нора, Амурской области. Площадь — 211 168 га. Площадь охранной зоны — 9868 га, площадь акватории — 1952 га. Характерен пологий рельеф. Абсолютные высоты заповедника достигают 370 метров.
Самые крупные реки заповедника — Нора, Селемджа и Бурунда.

## Климат
Климат резко континентальный. Зима длится до 5—5,5 месяцев. Безморозный период 50—90 дней.

## Флора и фауна
На территории заповедника произрастают 513 видов сосудистых растений, более 300 видов лишайников, водится 38 видов млекопитающих, 184 вида птиц, 30 видов рыб. В заповеднике гнездятся чёрный и японский журавли, чёрный и дальневосточный аисты, орлан-белохвост, скопа, рыбный филин. Одной из главных достопримечательностей Норского заповедника является обитание здесь крупнейшей в мире мигрирующей группировки сибирской косули — так называемой селемджинской популяции численностью до 5—7 тыс. голов. Отмечены заходы амурского тигра. Лесная растительность занимает около 54 % площади заповедника. Основные лесообразующие виды — берёза белая и лиственница Гмелина.